# Anomala madrasica
Anomala madrasica är en skalbaggsart som beskrevs av Gilbert John Arrow 1917. Anomala madrasica ingår i släktet Anomala och familjen Rutelidae. Inga underarter finns listade i Catalogue of Life.